# Nikephoros I
Nikephoros I (Grieks: Νικηφόρος Α΄; Latijn: Nicephorus; Nederlands, verouderd: Nicefoor) (Seleucia Sidera, ± 765 – bij Pliska, 26 juli 811) was Byzantijns keizer van 802 tot aan zijn dood in 811.

## Troonwissel
Na het afzetten van keizerin Irene kreeg hij tegenkanting van generaal Bardanes Tourkos, maar met steun van Leo de Armeniër en  Michaël I Rangabe  kan hij zijn troon behouden.

## Beleid
Als Logothetes (minister van financiën) poogde hij allereerst de financiële misstanden in het rijk recht te zetten. Hij hield met gematigdheid vast aan het herstel van de beeldenverering, maar bleef zich onafhankelijk opstellen tegenover de kerk als drukkingsgroep. Hij regeerde als een bekwaam en dapper vorst, door de uitbouw en de organisatie van militaire bestuursdistricten, de zogenaamde themata en door nederzettingen van Kleinaziaten in de geslaviseerde gebieden van de Balkan.

## Karel de Grote
In 803 sluit hij een vredesverdrag met Karel de Grote, nl.Pax Nicephori, een poging om de gedane afspraken met zijn voorganger Keizer Irene ongedaan te maken. De kwestie van de Keizerstitel, die hij niet wou aanvaarden; maar voornamelijk grensafspraken; zoals Veneto, de toekomstige Republiek Venetië, en Dalmatië.

## Kroem
In 805 stort het Avaarse Rijk in elkaar en wordt het verdeeld onder het Karolingische rijk en het Bulgaarse Rijk. Vanaf 807 keert Kroem zich tegen het Byzantijnse Rijk en breekt de Byzantijns-Bulgaarse oorlog (807-815) uit.

## Abbasiden
In 809 breekt de vierde fitna (809-827) uit en is het relatief rustig aan de oostgrens.

## Dood
Bij de slag bij Pliska (811) (Byzantijns-Bulgaarse oorlog) sneuvelt Nikephoros. Zijn schedel wordt door Kroem gebruikt als koninklijke drinkbeker. Zijn zoon en opvolger Staurakios raakt tijdens dezelfde slag zwaargewond en zal kort nadien aan zijn verwondingen sterven.